# Bulla (Rzym)

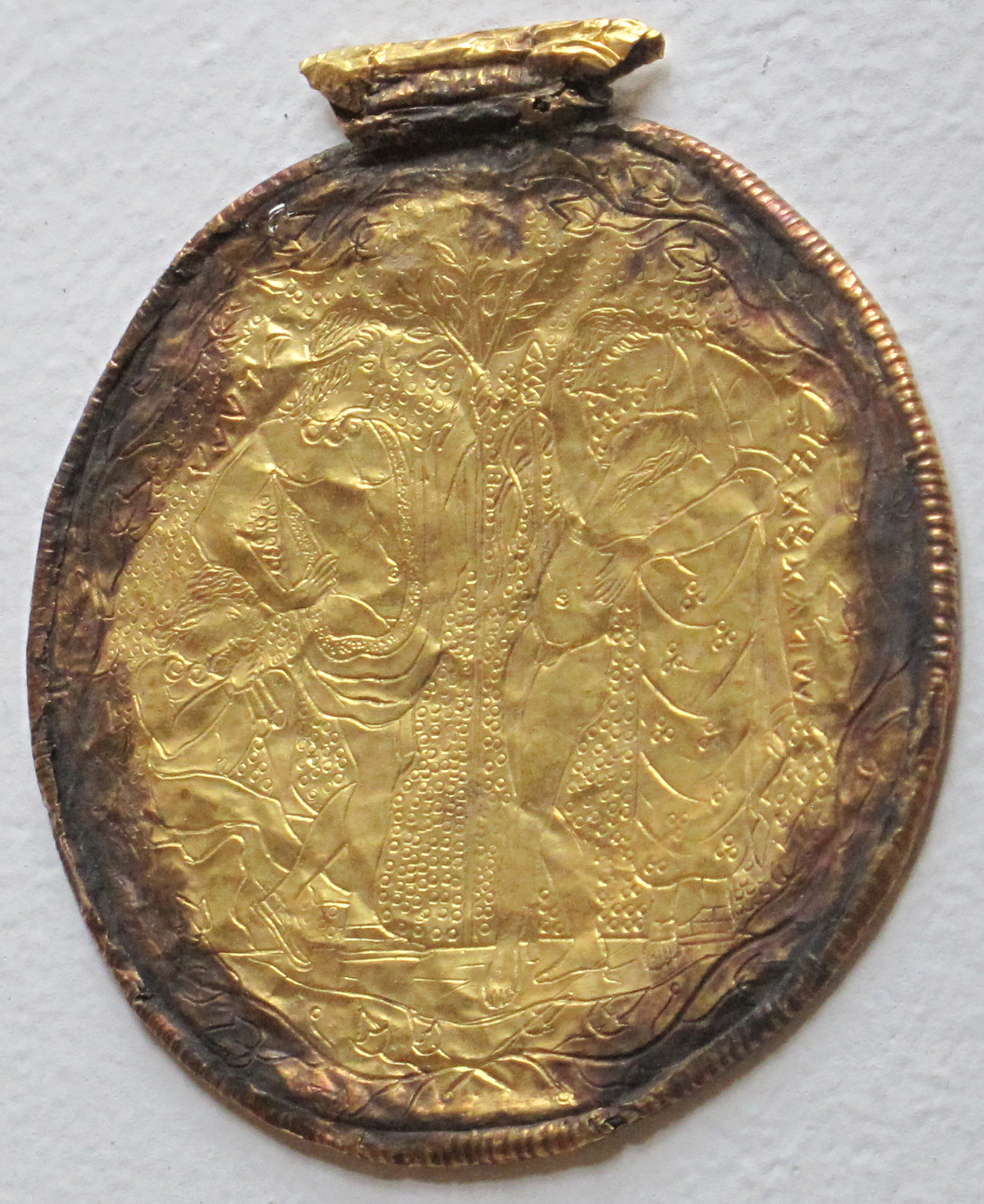
Repusowana złota bulla z wyobrażeniem bóstw (IV w. p.n.e.)

Bulla – w starożytnym Rzymie rodzaj medalionu noszonego przez dzieci i młodzież obywateli rzymskich, zwłaszcza z patrycjuszowskich rodzin.
Krągła w kształcie bulla składała się z dwóch wypukłych części połączonych rurkowatym zawiasem umożliwiającym przeciągnięcie sznurka lub łańcuszka dla zawieszenia na szyi. Pomiędzy nimi umieszczano często amulet chroniący przed złymi mocami (apotropaiczny). Powierzchnia była gładka albo zdobiona ornamentem rytym bądź trybowanym. Zawieszkę tę wykonywano z blachy złotej (bulla aurea), srebrnej, brązowej, z bursztynu, a nawet ze skóry (bulla scotea).
Według zwyczaju przejętego od Etrusków bulle nosiły dzieci i młodzież do osiągnięcia dojrzałości (niekiedy nawet do czasu zawarcia małżeństwa). Nastoletni chłopiec zamiast bulli i noszonej dotąd togi z purpurowym pasem (toga praetexta) otrzymywał prawo noszenia męskiej togi pełnoprawnego obywatela (toga virilis).  
W Etrurii bulla była elementem stroju dorosłych, u Rzymian dotyczyło to jedynie triumfatorów podczas uroczystości oraz kobiet z kręgu rodziny cesarskiej. W schyłkowym okresie cesarstwa noszenie bulli rozpowszechniło się zwłaszcza w Egipcie i w prowincjach afrykańskich. Zwyczaj przetrwał aż do późnej starożytności, choć noszone już wtedy bulle zdobiono chrystogramem.